# Опплер, Эрнст

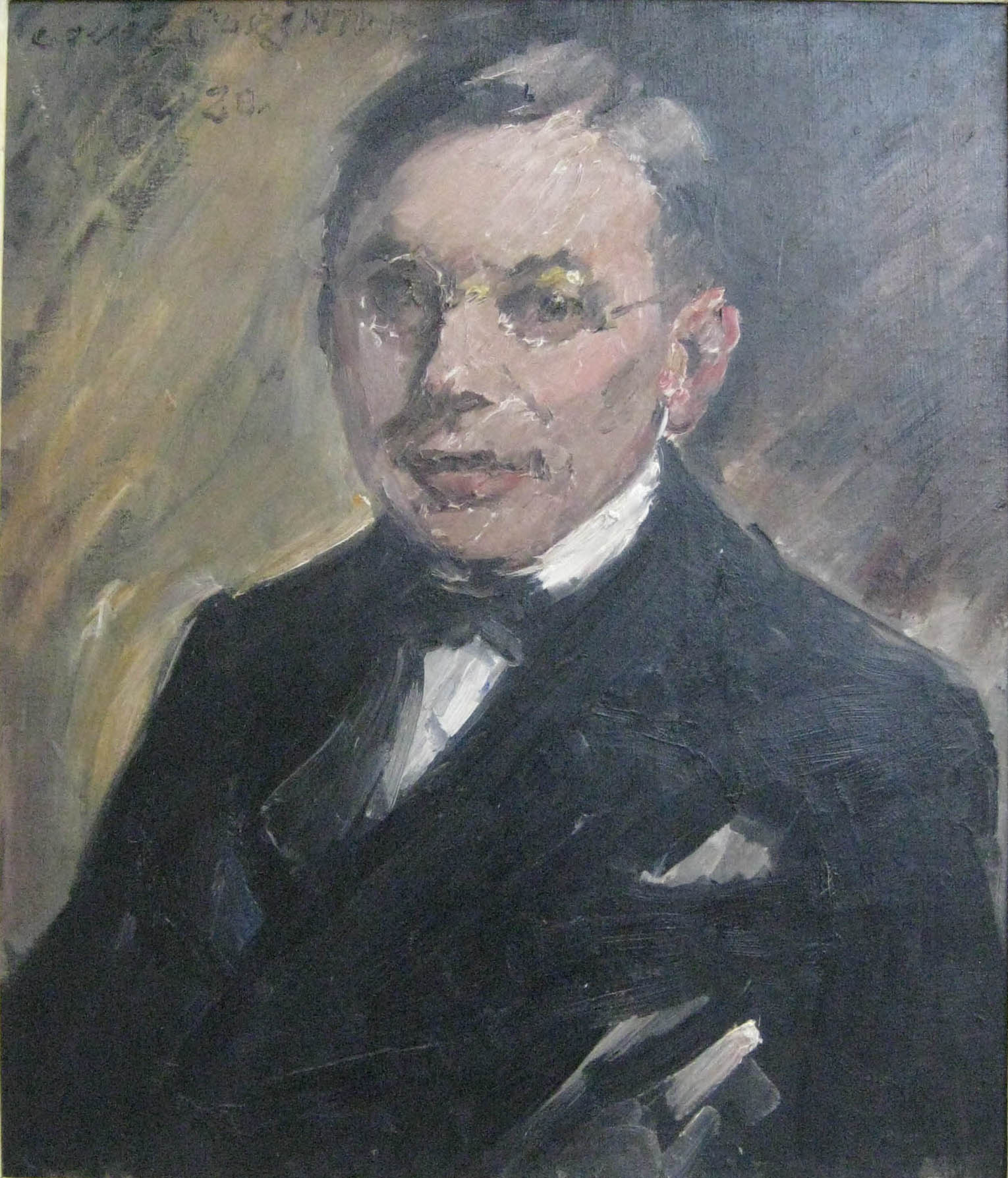
Ловис Коринт Портрет Эрнста Опплера

Эрнст Опплер (нем. Ernst Oppler, 9 сентября 1867, Ганновер — 1 марта 1929, Берлин) — немецкий художник и график, представитель импрессионистского направления в живописи. Один из сооснователей художественного движения Берлинский сецессион. Член Немецкого союза художников.

## Жизнь и творчество
Родился в еврейской семье, отцом Эрнста был архитектор Эдвин Опплер. Когда мальчику было 11 лет, его отец скончался. В 1886 году Эрнст Опплер поступает в мюнхенскую Художественную академию, где его преподавателями были Карл Раупп, Николаус Гизис и Людвиг фон Лёффц.
С 1892 года живописец живёт в Мюнхене. В 1893 году одно из полотен Эрнста Опплера, «Мечтательность», приобретает для своего художественного собрания принц Луитпольд Баварский, в том же году Опплер получает награду на Всемирной выставке в Чикаго. 1894—1897 годы он проводит в Лондоне, где знакомится с Джеймсом М. Уистлером и, при поддержке последнего, совершенствуется в искусстве графики. В 1898 году Опплер вновь посещает Лондон по приглашению Уистлера, который пишет его портрет. В 1895 году Опплер становится членом движения Мюнхенский сецессион, а в 1898 году выступает — по предложению Макса Либермана — как один из основателей Берлинского сецессион. Начиная с 1895 года работы художника представлены на шести венецианских Биеннале, в 1901 на Большой художественной выставке в Мюнхене была выставлена его картина «Письмо», приобретённая на следующий год ганноверским музеем Августа Кёстнера. .
В 1901 году Опплер приезжает в небольшой голландский городок Слуйс, где занимается пейзажной живописью, преимущественно в импрессионистской манере, среди них несколько вариаций полотна «На пляже в Дьепе». Относящаяся к этому же периоду картина «Музыка» выставляется на Промышленно-ремесленной выставке в Дюссельдорфе в 1902 году. В период с 1901 по 1905 год Опплер много экспериментирует с цветовой гаммой, его работы носят в себе всю палитру — он приглушённых, мягких тонов до взрывной яркости рисунка, порой граничащей с абстракционистской. Неоднократно посещает соседнюю Бельгию (где в 1904 году прошла национальная импрессионистская выставка, также с его работами), французский Дьеп, где рисует пляжные сценки, участвует в Большой художественной выставке в Дрездене, где выставляет свой автопортрет.
В 1904 году Э.Опплер переезжает в Берлин, где пытается сочетать академизм в живописи с импрессионистским течением. Вскоре он становится одним из крупнейших берлинских портретистов. В 1905 году он избирается членом жюри Берлинского сецессион и до 1912 года участвует во всех его выставках. Одновременно он занимается также и графическими работами. Начиная с этого года художник работает также над театральным сценическим оформлением, создаёт множество изображений для популярного русского балета.
В 1913 году произошли в движении Берлинский сецессион события, приведшие к расколу в нём. Несмотря на то, что Э.Опплер оставался лояльным к этой организации, однако более не принимал участия в его выставках, на которых доминировала теперь экспрессионистская живопись. С началом Первой мировой войны, в 1914 году художник призывается на военную службу, сперва на Западный фронт. В 1915 году Опплер был переведён на Восточный фронт. Здесь он знакомится с еврейством, жившим по обычаям традиционного иудаизма, что для Опплера, как ассимилированного еврея, было необычно и интересно. Вернувшись в конце 1915 года в Берлин, художник создаёт на эту тему и тему войны литографии и полотна, одно из которых («За фронтом Германской императорской армии») была представлена на Германской военной выставке в 1916 году. В том же году ганноверский музей Августа Кёстнера показывает большую ретроспективу графических произведений Э.Опплера.
В июле 1917 года Опплер избирается в президиум Берлинского сецессион. После того, как его брат Александр покупает дом в Ниендорфе на море, Эпплер летом 1918 года живёт там и пишет пейзажные полотна. В связи с новыми сложностями, произошедшими в Берлинском сецессион, Опплер был вынужден вернуться в Берлин, где ему вменяли в вину поддержку композитора и дирижёра Пауля Шейнпфлуга, участвовавшего в траурных церемониях по убитым правыми радикалами Карлу Либкнехту и Розе Люксембург. Здесь помощь Опплеру оказал его давний друг — ещё по жизни в Мюнхене — Ловис Коринт. Э.Опплер был также близко знаком с Лени Рифеншталь как с постановщицей современного танца и сделал её портрет.
Вплоть до своей смерти в возрасте 61 год Опплер живёт в Берлине. Как и его отец, художник был страстным коллекционером предметов искусства, преимущественно XVIII столетия, а также искусства стран Дальнего Востока. В мае и в июне 1929 года его собрание было распродано на аукционах. Некоторые из его работ были получены для создания Еврейского музея в Берлине, но в 1938 году музей был разграблен. После 1945 года были обнаружены 16 произведений Э.Опплера из этого собрания, все они были затем переправлены в Израиль, где пять вошли в фонд художественного музея. Другая часть наследия мастера была его племянницей переправлена в США, эти произведения принадлежат сегодня музею искусств Фузанер во Флориде. Третья часть принадлежала брату Эрнста, Бертольду, который покончил с собой, чтобы избежать депортации в концлагерь. Эти работы Э.Опплера вдова Бертольда продала после 1945 года, ныне они в кёльнском Немецком архиве танца.
По оценке современных исследователей, Э.Опплер был автором 271 полотна и 531 графической работы.

## Галерея

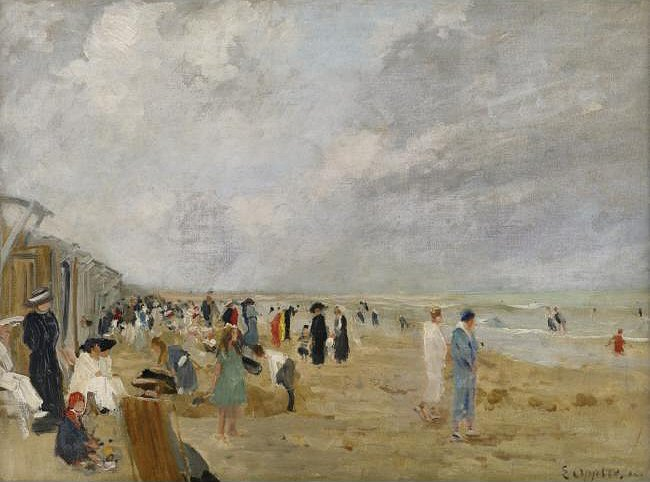
На пляже в Дьепе 1910–12
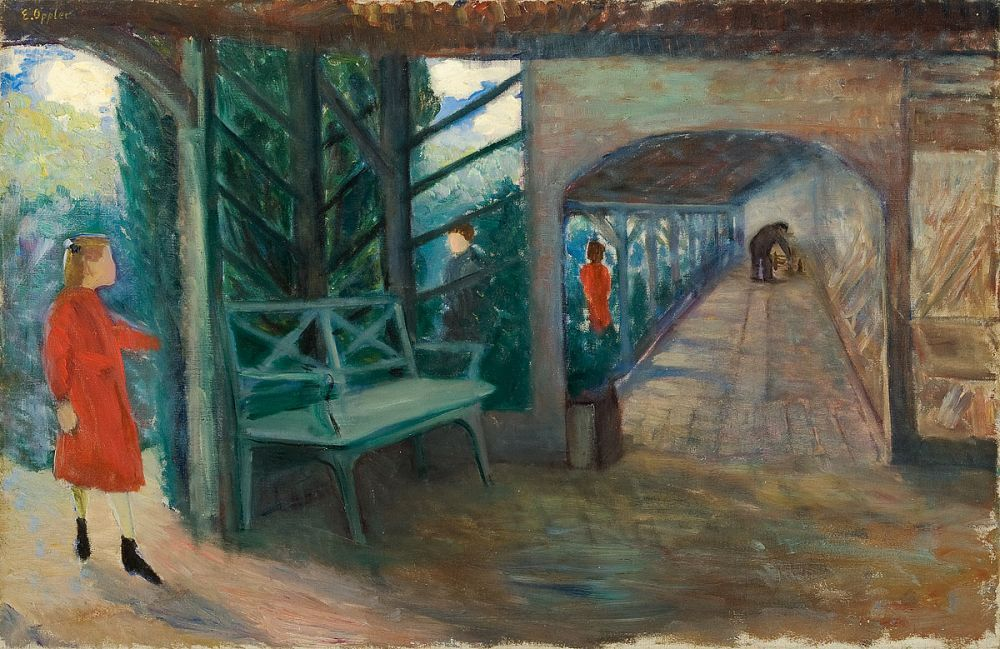
Три девочки среди листвы
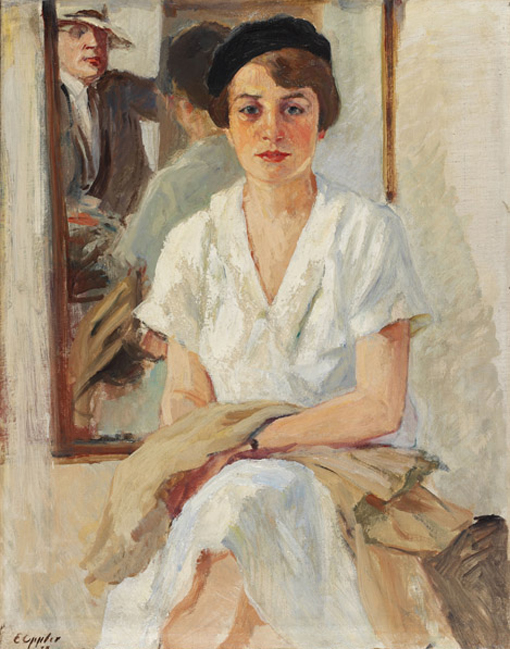
Художник и Йо 1928
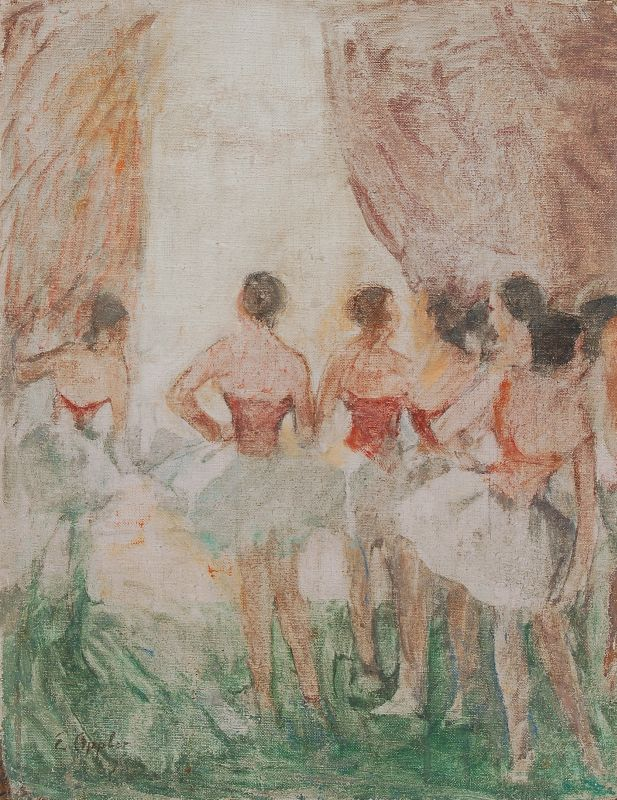
Перед выступлением
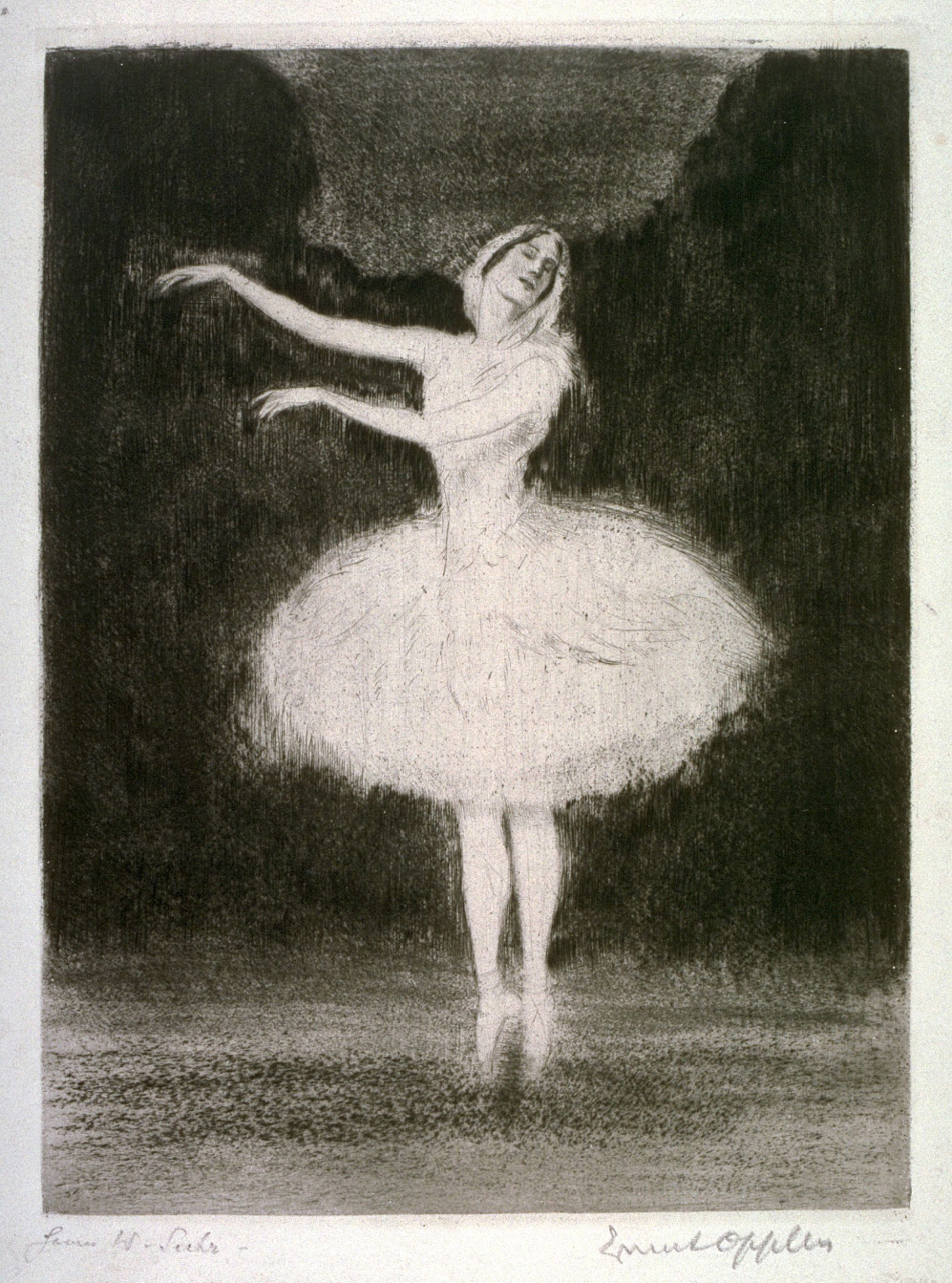
Балерина